# Дерюгин, Борис Иванович
Бори́с Ива́нович Дерю́гин (1916, Вятская губерния — 5 ноября 1979, Саратов) — советский государственный и партийный деятель, член ЦК КПСС с 1956 по 1961 год. В разные годы занимал посты первого секретаря Новосибирского обкома КПСС (1955—1957), второго секретаря Новосибирского (?-1955) и Омского (1957—1960) обкомов КПСС, председателя Хабаровского крайисполкома (1960—1962).

## Биография
Родился в июне 1916 года в селе Можга Елабужского уезда Вятской губернии.
С июля по сентябрь 1936 года — секретарь комитета ВЛКСМ лесозавода № 1, начальник районных пионерских лагерей (Удмуртская автономная область). С июля по сентябрь 1936 года — секретарь комитета ВЛКСМ завода «Свет» (Удмуртская АССР). С сентября 1935 по январь 1936 года учился в Ижевском педагогическом институте (ныне — Удмуртский государственный университет). С января по июнь 1936 года — сотрудник Научно-исследовательского института механики и математики. С июня по сентябрь 1936 года — слушатель Томских курсов по подготовке в высшее учебное заведение. С сентября 1936 по июнь 1941 года учился в Томском индустриальном институте имени С. М. Кирова (ныне — Томский политехнический университет).
С марта 1941 по май 1948 года — технический инспектор Отдела главного энергетика, начальник цеха, заместитель главного энергетика, главный энергетик завода № 153 Народного комиссариата — Министерства авиационной промышленности СССР. С мая 1948 по февраль 1951 года — партийный организатор ЦК ВКП(б) завода № 153 Министерства авиационной промышленности СССР.
С февраля по март 1951 года — заведующий Отделом тяжёлой промышленности Новосибирского областного комитета ВКП(б). С апреля 1951 по сентябрь 1952 года — 2-й секретарь Новосибирского городского комитета ВКП(б). С сентября 1952 года — секретарь Новосибирского областного комитета ВКП(б) — КПСС; затем до августа 1955 года — 2-й секретарь Новосибирского областного комитета КПСС. С августа 1955 по май 1957 года — 1-й секретарь Новосибирского областного комитета КПСС.
С 25 февраля 1956 по 17 октября 1961 года — член ЦК КПСС.
С мая по декабрь 1957 года — слушатель Курсов переподготовки при ЦК КПСС. С декабря 1957 по февраль 1960 — 2-й секретарь Омского областного комитета КПСС. С 18 февраля 1960 по 4 мая 1962 года — председатель Исполнительного комитета Хабаровского краевого Совета.
С июня 1962 по апрель 1963 года — начальник Управления энергохозяйства СНХ Саратовского экономического административного района. С апреля 1963 по 5 ноября 1979 года — управляющий районным энергетическим управлением «Саратовэнерго». 
Умер в Саратове 5 ноября 1979 года.

## Награды
- орден «Знак Почёта» (1946)
- орден Ленина (1957)
- два ордена Трудового Красного Знамени
- звание Почётный энергетик СССР

## Источник
- Биография в Справочнике по истории Коммунистической партии и Советского Союза